# Гордон-Камминг, Роэлин
Роэлин Джордж Гордон-Камминг (Гордон-Кумминг) (англ. Roualeyn George Gordon-Cumming; 1820—1866) — шотландский охотник и путешественник по Африке.

## Биография
Родился 15 марта 1820 года в богатой семье сэра Уильяма Гордона Гордон-Камминга, 2-го баронета и его жены — Элизы Марии Гордон-Камминг. Его дедушка — Александр Пенроуз Гордон-Камминг, 1-й баронет — был шотландским политиком, членом парламента.
Служил в Капской колонии. Охотничьи трофеи Камминга выставлялись на Всемирной выставке 1851 года в Англии и хранятся в музее в форте Августа (Шотландия).
Описание путешествий Камминга, важное для изучения жизни животных Южной Африки, было издано под названием «Five years of a hunter’s life in the far interior of South Africa» (6 изд., Лондон, 1870). Оно содержало для своего времени много интересных наблюдений над образом жизни южноафриканских животных.
Умер 24 марта 1866 года.